# W krainie purpurowych obłoków
W krainie purpurowych obłoków (tytuł oryg. Страна багровых туч) – powieść z 1959 autorstwa Arkadija i Borisa Strugackich, zarazem ich literacki debiut.

## Fabuła
Tytułową krainą purpurowych obłoków jest planeta Wenus, na którą dotychczas nie udało się pomyślnie wysłać ekspedycji badawczej. Sześcioosobowy zespół, dowodzony przez Anatola Borysowicza Jermakowa, ma podjąć kolejną próbę. Wyruszają na pokładzie eksperymentalnej rakiety fotonowej Hius. Ich ekspedycja ma trzy cele – przetestowanie samego statku kosmicznego, wylądowanie w pobliżu rejonu zwanego Uranową Golkonadą – obszaru bogatego w złoża rud radioaktywnych i przeprowadzenie badań geologicznych, oraz wyznaczenie na Wenus lądowiska, poprzez instalację na powierzchni planety trzech radiolatarni, otwierając tym samym drogę dla kolejnych wypraw.